# کله‌پوک‌ها (فیلم ۱۹۹۴)
کله‌پوک‌ها (به انگلیسی: Airheads) فیلمی محصول سال ۱۹۹۴ و به کارگردانی مایکل لمان است. در این فیلم بازیگرانی همچون برندن فریزر، استیو بوشمی، آدام سندلر، کریس فارلی، ارنی هادسون، مایکل مک‌کین، جاد نلسن، مایکل ریچاردز، جو مانتگنا، امی لوکین، نینا شیماشکو، مارشال بل، رج ئی. کثی، دیوید آرکت، تریسی آلمن، میشل هرست، هارولد ریمیس، آلن کاورت، راب زامبی، لمی ایفای نقش کرده‌اند.

## چکیده داستان
چاز، رکس و پیپ خیلی دلشان می‌خواهند گروه راکی را که سه نفری تشکیل داده‌اند، به همه بشناسانند. آنها به یک ایستگاه رادیویی محلی متخصص در زمینه موسیقی راک حمله می‌کنند. مسلح به اسلحه‌های آبی پر از تاباسکو، مجریان برنامه را تهدید می‌کنند که نوار کاست آزمایشی آنها را از برنامه خود پخش کنند.